# Lystsejlads
Lyst-sejlads er sejlads, der drives for fornøjelsens skyld, som sport o.lign.
Så længe mennesket har kendt til at sejle, har man formentlig også sejlet for sin fornøjelses skyld. Det er imidlertid først i 
slutningen af 1800-tallet, at man kender til de første tilfælde af organiseret lystsejlads. 
I begyndelsen var det forbeholdt de velhavende medlemmer af samfundet, men efterhånden kom også de bredere befolkningsgrupper til og i dag er det en vidt udbredt folkesport, der findes i alle verdens lande, hvor der er adgang til vand.

## Historie
Historisk set har man kendt til lystsejlads siden 1500-tallets Holland. Herefter bredte den sig til England, efter at den
engelske konge Karl 2., havde fået foræret en lystbåd af nogle hollændere. Verdens ældste sejlklub 
Cork Harbour Water Club (Royal Cork Yacht Club) blev stiftet i 1720.
I USA er det første kendte eksempel på lystsejlads, bygningen i 1801 af sluppen Jefferson.
Lystsejladsen bredte sig til resten af Nordeuropa i midten af 1800-tallet , hvor den første klub i Norden, var 
Kungliga Svenska Segelsällskabet, stiftet i 1830.
Skibsbygmester Eggert Benzon byggede Danmarks første lystbåd Cosak i 1854. Og i 1855 afholdtes Danmarks første
kapsejlads på Aabenraa Fjord.